# African Gangster
Pour plus de détails, voir Fiche technique et Distribution.
African Gangster est un film français réalisé par Jean-Pascal Zadi, sorti en 2010 en vidéo,.

## Synopsis
Ousman Badara vient d'arriver en France, il est hébergé par son cousin Yaya Doumbia, figure montante dans le milieu du crime. Ousman n'a qu'une idée en tête : subvenir aux besoins de sa famille restée en Afrique. Après avoir tenté le travail au noir dans la restauration, il se retrouve précipité par son cousin dans le grand banditisme parisien. À la mort de ce dernier, il doit prendre une décision : tout arrêter ou reprendre les affaires de son défunt cousin.

## Fiche technique
Sauf indication contraire, les informations mentionnées dans cette section peuvent être confirmées par les bases de données cinématographiques  présentes dans la section « Liens externes ».
- Titre : African Gangster
- Réalisation : Jean-Pascal Zadi
- Scénario : Jean-Pascal Zadi
- Production : Jean-Pascal Zadi
- Société de production : Douze Doigts Productions
- Pays de production :  France
- Langue originale : français
- Genre : film dramatique
- Durée : 80 minutes
- Date de sortie :
  - France : 21 juin 2010 (vidéo)[1]

## Distribution
Sauf indication contraire, les informations mentionnées dans cette section peuvent être confirmées par les bases de données cinématographiques  présentes dans la section « Liens externes ».
- Alpha 5.20 : Ousman Badara
- Doudou Masta : Yaya Doumbia
- Dry
- Malik Bledoss
- Demon One (Hakim Sid)
- Lotfi Labidi

## Autour du film
African Gangster est le deuxième long-métrage auto-produit de Jean-Pascal Zadi, après Cramé (2008). Le film met en scène plusieurs figures du rap français et s'inscrit dans la mouvance du cinéma indépendant de banlieue,.